# ساثیر والرموسو
ساثیر والرموسو (به اسپانیایی: Sacyr Vallehermoso) شرکت ساخت‌وساز اسپانیایی است، که دفتر مرکزی آن در شهر مادرید مستقر می‌باشد.
این شرکت از ۵ شرکت زیرمجموعه تشکیل شده است، که هر یک در زمینه‌ای خاص ولی در ارتباط با صنعت ساخت‌وساز فعالیت می‌کنند.
این ۵ شرکت عبارتند از : ساثیر؛ در زمینه ساخت‌وساز، والرموسو؛ در ساخت املاک مسکونی، ایتینره؛ مصالح ساختمانی، تستا؛ آژانس املاک و والوریزا؛ در زمینه ارائه خدمات. بزرگترین سهامداران ساثیر والرموسو، گروه خدمات مالی سیتی‌گروپ و شرکت نفتی رپسول می‌باشند، که هر یک مالک ۲۰ درصد از سهام این شرکت می‌باشند.